# Chambre des communes du Canada
Pour les autres articles nationaux ou selon les autres juridictions, voir Chambre des communes.
45e législature du Canada
Édifice du Centre
Édifice de l'Ouest (provisoirement)
La Chambre des communes du Canada (en anglais : House of Commons of Canada) est la chambre basse du Parlement du Canada. Elle est composée de 343 députés élus au scrutin uninominal à un tour représentant chacun une circonscription électorale.
La Chambre des communes est créée en 1867 par l'Acte de l'Amérique du Nord britannique qui fonde le Dominion du Canada. Elle a pour modèle la Chambre des communes britannique et forme, avec le Sénat et le Roi, le Parlement du Canada. Bien que le Parlement soit bicaméral, la Chambre des communes détient en pratique plus de pouvoir que le Sénat : il est rare que ce dernier, non élu, rejette une loi adoptée par les communes. De plus, le gouvernement est responsable devant la Chambre des communes seulement et le premier ministre ne peut rester en poste que tant qu'il ou elle conserve l'appui de la chambre basse.
La Chambre des communes siège dans l'édifice de l'Ouest sur la colline du Parlement à Ottawa (Ontario).

## Historique

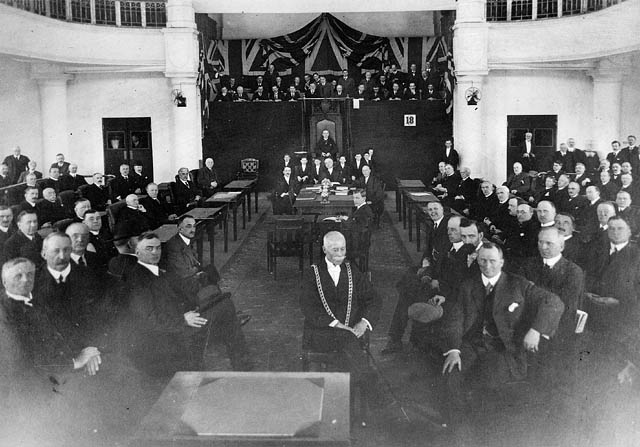
De 1916 à 1922, la Chambre des communes siège au Musée commémoratif Victoria.

En 1867, l'Acte de l'Amérique du Nord britannique dote le nouveau dominion du Canada d'un Parlement bicaméral sur le modèle du Parlement du Royaume-Uni et du système de Westminster : alors que le Sénat est composé de membres nommés, la Chambre des communes est la chambre basse, élue par la population. L'appellation « Chambre des communes » provient de l'anglais « House of Commons », où le mot « Commons », dans l'histoire de l'Angleterre, faisait référence aux gens communs (en anglais : les « commons » ou les « commoners »), soit les roturiers, qui n'appartenaient pas à la noblesse, et ce, par opposition aux lords de la chambre haute, appelée Chambre des lords (en anglais : House of Lords). Le Canada est le seul pays autre que le Royaume-Uni à utiliser le terme « Chambre des communes » pour la chambre basse du parlement.
À la différence toutefois du système britannique, les pouvoirs du Parlement canadien sont limités par la Constitution puisque, dans le cadre du fédéralisme, une partie du pouvoir législatif est détenu par les assemblées législatives provinciales.
Par ailleurs, le Parlement du Canada est demeuré soumis au Parlement britannique, autorité législative suprême pour tout l'Empire britannique, jusqu'à l'adoption en 1931 du Statut de Westminster mit fin à toute possibilité d'interférence britannique dans les affaires courantes canadiennes. La pleine autonomie ne fut accordée qu'avec la Loi de 1982 sur le Canada par laquelle le Parlement du Royaume-Uni renonça à tout pouvoir législatif au Canada, notamment son droit de regard sur toute modification à la constitution canadienne.
De 1867 à 1916, la Chambre des communes siège dans l'ancien édifice du Parlement. Après l'incendie subi par celui-ci, elle siège au musée commémoratif Victoria jusqu'en 1922. Elle siège ensuite dans l'Édifice du Centre. Depuis 2019, elle siège temporairement à l'Édifice de l'Ouest, en raison d'importants travaux à l'Édifice du Centre.
Le 28 avril 2020, pour la première fois de son histoire, la Chambre des communes tient une séance de comité par vidéo-conférence en lien avec la pandémie de Covid-19.

## Noms
La chambre basse du Parlement du Canada dispose de plusieurs dénominations, françaises ou anglaises, usuelles ou formelles.
En langue française, elle est communément appelée la Chambre des communes du Canada et, dans un style solennel, l’Honorable Chambre des communes du Canada, en Parlement assemblée. Ces expressions correspondent à celles d’House of Commons of Canada et de the Honourable the House of Commons in Parliament assembled en langue anglaise,.

## Députés et élections
La Chambre des communes est composée de 343 sièges pourvus pour un mandat de quatre ans au scrutin uninominal majoritaire à un tour dans autant de circonscriptions électorales. La composition de la Chambre des communes est fixée par l'article 51 de la Loi constitutionnelle de 1867, qui prévoit une révision après chaque recensement décennal.
Ainsi, depuis le découpage de 2022 entré en vigueur lors de l'élection générale de 2025, la Chambre est présentement composée de 343 députés représentant chacun une circonscription électorale (parfois appelée comté). Les députés sont répartis entre les provinces en fonction de leur population avec l'application de clauses spéciales :
- la « clause sénatoriale » garantit que chaque province détiendra au moins autant de députés que de sénateurs ;
- la « clause des droits acquis » garantit à chaque province au moins autant de députés qu'elle en avait en 1985 ;
- la « règle de représentation » garantit à une province qui était surreprésentée avant le redécoupage et qui devient sous-représentée d'obtenir des sièges supplémentaires afin que sa part de sièges à la Chambre des communes soit proportionnelle à sa part de population.

La représentation territoriale est indépendante de la population ; chaque territoire n'a droit qu'à un seul siège.
À cause de l'application des clauses spéciales, les plus petites provinces et celles ayant connu un déclin de leur population sont surreprésentées. Seuls l'Ontario, le Québec, la Colombie-Britannique et l'Alberta sont représentés plus ou moins proportionnellement à leur population.
Des comités sont chargés de dessiner les limites des circonscriptions, mais leurs propositions sont soumises à l'approbation parlementaire.
| Province ou Territoire    | Calculs de 2022 à 2032 | Calculs de 2022 à 2032 | Calculs de 2022 à 2032 | Calculs de 2022 à 2032 | Calculs de 2022 à 2032     | Calculs de 2022 à 2032    | Calculs de 2022 à 2032 | Quotient électoral |
| Province ou Territoire    | Population (2021)      | ÷ Quotient national    | = Résultat arrondi     | + Clause sénatoriale   | + Clause des droits acquis | + Règle de représentation | = Total                | Quotient électoral |
| ------------------------- | ---------------------- | ---------------------- | ---------------------- | ---------------------- | -------------------------- | ------------------------- | ---------------------- | ------------------ |
| Terre-Neuve-et-Labrador   | 520 553                | 121 891                | 5                      | 1                      | 1                          | —                         | 7                      | 74 365             |
| Île-du-Prince-Édouard     | 164 318                | 121 891                | 2                      | 2                      | —                          | —                         | 4                      | 41 080             |
| Nouvelle-Écosse           | 992 055                | 121 891                | 9                      | 1                      | 1                          | —                         | 11                     | 90 187             |
| Nouveau-Brunswick         | 789 225                | 121 891                | 7                      | 3                      | —                          | —                         | 10                     | 78 923             |
| Québec                    | 8 604 495              | 121 891                | 71                     | —                      | 7                          | —                         | 78                     | 110 314            |
| Ontario                   | 14 826 276             | 121 891                | 122                    | —                      | —                          | —                         | 122                    | 121 527            |
| Manitoba                  | 1 383 765              | 121 891                | 12                     | —                      | 2                          | —                         | 14                     | 98 840             |
| Saskatchewan              | 1 179 844              | 121 891                | 10                     | —                      | 4                          | —                         | 14                     | 84 275             |
| Alberta                   | 4 442 879              | 121 891                | 37                     | —                      | —                          | —                         | 37                     | 120 078            |
| Colombie-Britannique      | 5 214 805              | 121 891                | 43                     | —                      | —                          | —                         | 43                     | 121 275            |
| Nunavut                   | 39 403                 | –                      | –                      | –                      | –                          | –                         | 1                      | 39 403             |
| Territoires du Nord-Ouest | 45 504                 | –                      | –                      | –                      | –                          | –                         | 1                      | 45 504             |
| Yukon                     | 42 986                 | –                      | –                      | –                      | –                          | –                         | 1                      | 42 986             |
| Total                     | 38 246 108             |                        | 318                    |                        |                            |                           | 343                    |                    |

Depuis 2007, la loi prévoit que des élections générales ont lieu le troisième lundi d'octobre la quatrième année qui suit les précédentes élections. Toutefois, le gouverneur général garde la possibilité de dissoudre la Chambre à la demande du premier ministre. La campagne électorale doit durer au moins 36 jours. Les candidats sont habituellement nommés par des partis politiques. Il est possible pour un candidat de se présenter en tant qu'indépendant, bien qu'il soit rare qu'un candidat indépendant non sortant remporte une élection.
Pour briguer un siège aux communes, les candidats doivent remettre des documents de nomination portant les signatures d'au moins cinquante ou cent électeurs (selon la taille du comté électoral). Chaque circonscription élit un député élu au scrutin uninominal majoritaire à un tour : le candidat qui remporte une simple pluralité des voix gagne. Pour avoir le droit de vote, on doit être un citoyen canadien âgé d'au moins dix-huit ans.
Une fois élu, un député continue normalement de siéger jusqu'à la prochaine dissolution du Parlement. Si un député cesse d'être qualifié ou s'il démissionne, son siège devient vacant. Il est possible pour la Chambre des communes d'expulser un député mais seulement pour mauvaise conduite grave ou des activités criminelles. Dans tous les cas, un siège vacant peut être pourvu par une élection partielle dans la circonscription et selon le même mode de scrutin que lors d'une élection générale.
En 2016, le salaire annuel de chaque député était de 167 400 $; un député peut recevoir des sommes additionnelles en vertu d'autres postes ou fonctions qu'il détient (par exemple, celui de président de la Chambre).
Les députés figurent immédiatement après les sénateurs dans l'ordre de préséance.

## Qualifications
En vertu de la Loi constitutionnelle de 1867, le Parlement est autorisé à déterminer les qualifications des députés à la Chambre des communes. Les qualifications actuelles sont exposées dans la Loi électorale du Canada qui fut votée en 2000. Selon cette loi, un individu doit être un électeur éligible en date du jour où il (ou elle) est mis en nomination afin de se porter candidat. Ainsi, les mineurs et les individus qui ne détiennent pas la citoyenneté canadienne n'ont pas le droit d'être candidats. La Loi électorale du Canada interdit également aux personnes incarcérées de se porter candidats. De plus, les individus déclarés coupables de crimes relatifs aux élections n'ont pas le droit de voter (et donc d'être député) pour une période de cinq ans (dans certains cas, sept ans) après leur condamnation.
La loi interdit à certains officiers de se porter candidat. Ceci comprend les députés aux assemblées législatives provinciales ou territoriales, les shérifs, les procureurs de la Couronne, la plupart des juges et les fonctionnaires électoraux. Le directeur général des élections et le directeur général adjoint des élections (les dirigeants d'Élections Canada, l'agence fédérale responsable de la tenue des élections) ont non seulement l'interdiction de se porter candidat, mais également de voter. Finalement, en vertu de la Loi constitutionnelle de 1867, un citoyen ne peut pas occuper en même temps les fonctions de sénateur et de député.

## Officiers
La Chambre des communes élit un président (anglais : Speaker) au début de chaque session parlementaire ainsi que lorsqu'il y a une vacance. Auparavant, le premier ministre nommait le président ; bien que la Chambre dût voter sur la question, le vote n'était qu'une formalité. Toutefois, depuis 1986 la Chambre élit le président par un vote secret. Le président est assisté par un vice-président, qui détient également le titre de président des comités pléniers. Deux autres adjoints — le vice-président des comités pléniers et le vice-président adjoint des comités pléniers — président également. Les fonctions de la présidence de la Chambre sont partagées parmi les quatre officiers mentionnés ci-haut ; toutefois, le président préside habituellement à la période des questions et aux débats les plus importants.
Le président supervise le fonctionnement quotidien de la Chambre et contrôle les débats en appelant les députés à parler. Si un député croit que le Règlement a été enfreint, il ou elle peut faire un rappel au règlement, sur lequel le Président doit rendre une décision qui n'est pas sujette au débat ou aux appels. Le président peut également discipliner les députés qui n'observent pas les règlements de la Chambre. Lorsqu'il préside, le Président doit demeurer impartial. Le président supervise également l'administration de la chambre. L'actuel président de la Chambre des communes du Canada est Francis Scarpaleggia.
Le membre du gouvernement chargé de guider les projets de lois en Chambre est appelé le leader du gouvernement à la Chambre. Le leader du gouvernement en Chambre est un député nommé par le premier ministre. Le leader décide de l'horaire de la Chambre des communes et tente de s'assurer l'appui de l'opposition pour l'agenda législatif du gouvernement.
Les officiers de la Chambre qui ne sont pas députés sont le greffier, le sous-greffier, le légiste et conseiller parlementaire et plusieurs autres greffiers. Ces officiers conseillent le président et les députés sur les règlements et procédures de la Chambre. Un autre officier important est le sergent d'armes, qui a pour fonction de maintenir l'ordre et la sécurité sur les lieux. Le sergent d'armes transporte également la masse cérémoniale, un symbole de l'autorité de la Couronne et de la Chambre des communes, dans la Chambre pour chaque séance. La masse est déposée sur la table de la Chambre des communes pour la durée de la séance. La Chambre emploie également des pages parlementaires qui livrent des messages aux députés en Chambre et portent assistance de façon générale à la Chambre.

## Procédures

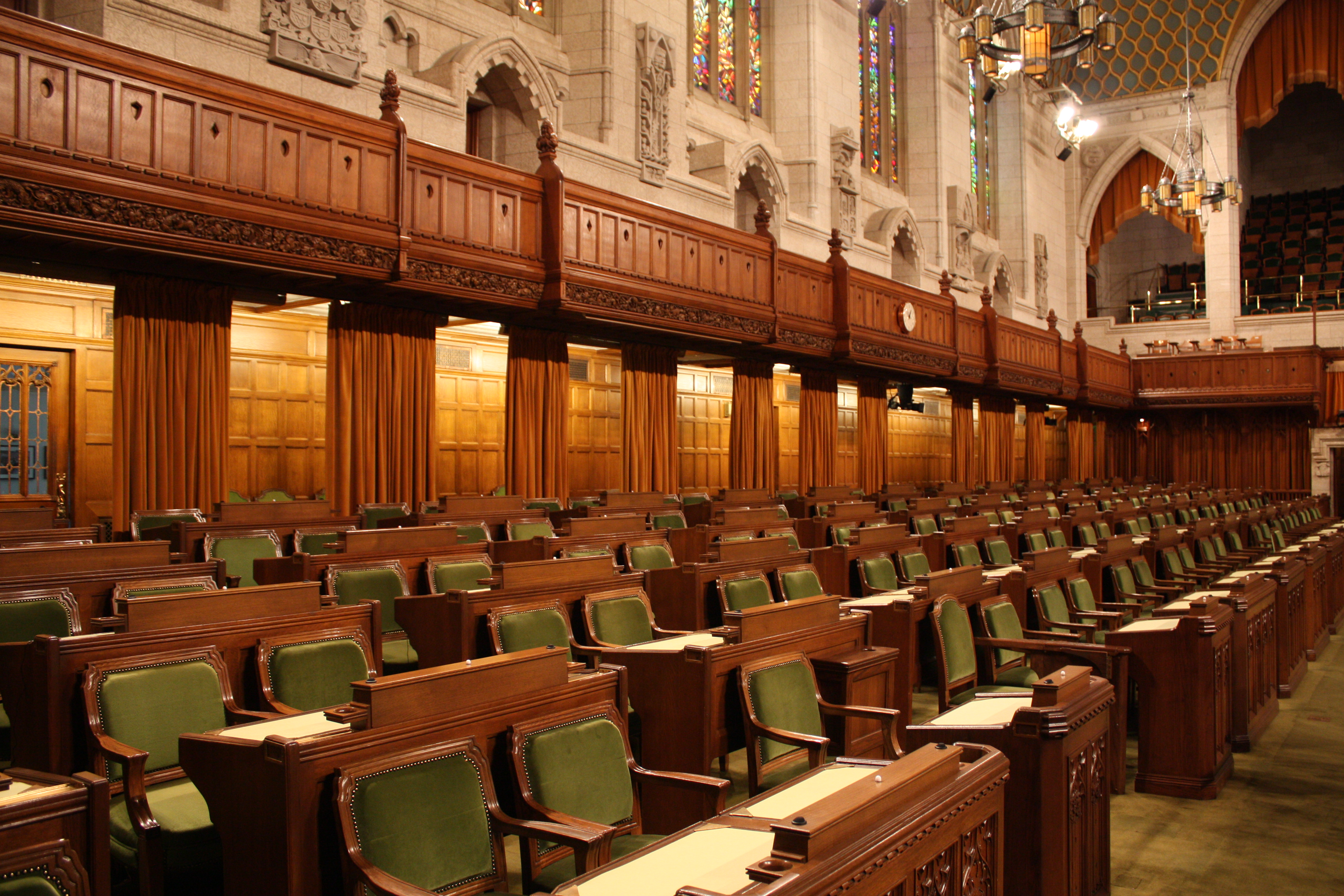
Les sièges à la Chambre des communes sont verts. Cette palette de couleurs est dérivée de la Chambre des communes britannique.

Tout comme le Sénat, la Chambre des Communes se réunit sur la Colline du Parlement à Ottawa. La salle de la Chambre des communes est décorée en vert de façon modeste, contrastant avec la décoration somptueuse de la salle rouge du Sénat. L'arrangement est semblable à celui de la Chambre des communes britannique. Les sièges sont distribués également de chaque côté de la chambre, à deux épées et demie de distance. Le fauteuil du président est à une extrémité de la chambre ; la Table de la Chambre, sur lequel repose la masse cérémoniale, est devant le fauteuil. Les divers « officiers de Table » — greffiers et autres officiers — s'assoient à la table, prêts à conseiller le président sur la procédure lorsque nécessaire. Les membres du gouvernement siègent à droite du président, alors que les membres de l'opposition occupent les banquettes à sa gauche. Les ministres du gouvernement prennent place autour du premier ministre, qui occupe traditionnellement le 11e siège de la première rangée à la droite du président. Le chef de l'opposition officielle est directement en face du premier ministre et est entouré de son cabinet fantôme (les critiques des portefeuilles ministériels). Les chefs des partis restants siègent dans la rangée d'en avant. Les autres députés ne détenant aucune responsabilité particulière sont appelés députés d'arrière-ban.
La Chambre siège habituellement du lundi au vendredi. Les séances de la Chambre sont ouvertes au public. L'horaire varie d'année en année et peut être ajusté selon les besoins de la Chambre des communes. Les débats sont diffusés à la radio et à la télévision sur la chaîne CPAC appartenant à un consortium de câblodistributeurs canadiens. Ils sont également reproduits dans le Hansard, le rapport officiel des débats parlementaires.
La Loi constitutionnelle de 1867 établit un quorum de vingt députés (incluant le président) pour la Chambre des communes. Tout député peut demander un compte des députés pour s'assurer de la présence d'un quorum ; si toutefois le président juge qu'au moins 20 députés sont clairement dans la chambre, il peut refuser la requête. Si un compte a lieu et démontre que moins de vingt députés sont présents, le président ordonne qu'on sonne les cloches pour que d'autres députés sur les lieux puissent revenir à la chambre. Si le quorum n'est toujours pas atteint après un deuxième compte, le président doit ajourner la Chambre jusqu'au prochain jour de séance.
Durant les débats, les députés ne peuvent prendre la parole que si le président (ou le président adjoint) la leur accorde. Le
président a la responsabilité de s'assurer que les députés de tous les partis ont l'occasion de se faire entendre. Le président détermine également qui a le droit de parole si deux ou plusieurs députés se lèvent simultanément, mais sa décision peut être changée par la Chambre. Les motions doivent être présentées par un député et appuyées par un autre avant le commencement du débat ; certaines motions ne sont toutefois pas sujettes au débat.
Les discours peuvent être livrés dans l'une ou l'autre des langues officielles du Canada (l'anglais et le français). Les députés doivent s'adresser à l'officier président, pas à la Chambre, en utilisant les mots « Monsieur le président » (« Mr. Speaker ») ou « Madame la présidente » (« Madam Speaker »). Ils doivent parler des autres députés à la troisième personne. Selon la tradition, les députés sont identifiés non pas par leur nom, mais par le nom de leur circonscription ou leur titre ; par exemple, « le député de [district électoral] » ou « le Ministre des finances ».
Le président applique le règlement de la Chambre et peut avertir et punir les députés qui ne le respectent pas. Ignorer les instructions du président constitue une infraction grave au règlement de la Chambre et peut mener à la suspension du député coupable.
Aucun député ne peut prendre la parole plus d'une fois sur une même question (sauf que celui qui avance une motion a droit à un discours au début du débat et un autre à la fin). De plus, les propos fastidieusement répétitifs ou impertinents sont interdits ; l'officier président peut ordonner au député tenant de tels propos de cesser de parler. Le Règlement de la Chambre des Communes prescrit des temps limites pour les discours. Les limites dépendent de la nature de la motion mais sont habituellement entre dix et vingt minutes. Toutefois, dans certaines circonstances le premier ministre, le chef de l'opposition et d'autres peuvent faire des discours d'une plus longue durée. Un débat peut de plus être restreint par le vote d'une motion d'allocation de temps. La Chambre peut également mettre rapidement fin à un débat en votant une motion de clôture (appelée aussi « bâillon » ou « guillotine »).
À la conclusion du débat, la motion est mise aux voix. La Chambre vote d'abord par un vote vocal : le président pose la question, et les députés répondent soit « oui » (en faveur de la motion) ou « non » (contre la motion). Le président annonce alors le résultat du vote par oui ou non, mais cinq députés ou plus peuvent être en désaccord et forcer un vote nominal. Premièrement, les députés en faveur de la motion se lèvent afin que les greffiers puissent enregistrer leurs noms et leur votes ; puis, la même procédure est répétée pour les députés opposés à la motion. Il n'y a aucun moyen formel d'enregistrer une abstention ; toutefois, un député peut s'abstenir informellement en restant assis durant le vote nominal. S'il y a égalité des voix, le président ou le président-adjoint doit exprimer son vote. Si le nombre des membres votants, plus le président, n'égale pas un total de vingt, il n'y a pas de quorum, et le vote est non-valide.
L'issue de la plupart des votes est connu au préalable puisque les partis politiques disent normalement à leurs membres de quelle façon voter. Les partis confient normalement à un député qu'on appelle un whip la tâche de s'assurer que tous les députés du parti votent selon la ligne désirée. Les députés ne votent que très rarement contre ces instructions, puisque ceux qui le font n'ont que peu de chances de gravir les échelons de leur parti. Les députés rebelles peuvent être désélectionnés comme candidats officiels de leur parti dans une élection future, et dans les cas graves peuvent même être carrément expulsés de leur parti. Ainsi, l'indépendance des députés est extrêmement faible et les « rébellions d'arrière-ban » par des députés mécontents des politiques de leur parti sont rares. Toutefois, dans certaines circonstances les partis annoncent un « vote libre » permettant aux députés de voter comme bon leur semble.

## Comités
Le Parlement du Canada fait usage de comités pour diverses raisons. Les comités étudient les projets de loi en détail et peuvent y porter des amendements. D'autres comités scrutent les divers agences et ministères du gouvernement.
Les plus grands comités des communes sont les comités pléniers qui, comme le suggère le nom, comprennent tous les députés de la Chambre. Un comité plénier se réunit dans la salle de la Chambre mais utilise des règles de débat légèrement modifiées. Par exemple, un député peut faire plus d'un discours sur une motion dans un comité plénier, mais pas pendant une session normale de la Chambre. À la place du président de la Chambre des communes, le président, vice-président ou vice-président adjoint des comités pléniers préside. La Chambre se réunit en comité plénier afin de discuter de projets de loi de crédits, et parfois pour d'autres types de projets de loi.
La Chambre des communes a aussi plusieurs comités permanents dont chacun a la responsabilité d'une certaine partie du gouvernement (par exemple, les finances ou le transport). Ces comités supervisent les départements gouvernementaux appropriés et peuvent tenir des audiences publiques et récolter des témoignages sur les opérations gouvernementales. Les comités permanents peuvent également étudier et modifier des projets de loi. Les comités permanents sont composés d'entre seize et dix-huit membres chacun et élisent leurs propres présidents.
Certains projets de loi sont étudiés par les comités législatifs, chacun composé de jusqu'à quinze membres. La composition de chaque comité législatif reflète en gros l'importance des partis à la Chambre. Un comité législatif est nommé de façon ad hoc pour étudier et modifier un projet de loi spécifique. La plupart des projets de loi sont toutefois référés aux comités permanents plutôt qu'aux comités législatifs.
La Chambre peut également créer des comités ad hoc afin d'étudier des questions autres que des projets de loi. Ces comités sont appelés comités spéciaux. Chaque comité spécial peut se composer d'au plus quinze membres, comme un comité législatif. Il y a également des comités mixtes qui comprennent à la fois des députés et des sénateurs ; ces comités peuvent tenir des audiences et superviser le gouvernement, mais ne révisent pas les projets de loi.

## Fonctions législatives
Bien que les projets de loi puissent être présentés dans les deux chambres, la plupart des projets de loi naissent à la Chambre des communes.
Conformément au modèle britannique, seule la chambre basse est autorisée à présenter des projets de loi relatifs aux taxes et impôts ou l'appropriation de fonds publics. Cette limite au pouvoir du Sénat n'est pas uniquement une question de convention : c'est écrit explicitement dans la Loi constitutionnelle de 1867. Autrement, le pouvoir des deux chambres du Parlement est en théorie égal ; les deux doivent entériner un projet de loi pour assurer son passage. Toutefois, dans la pratique la Chambre des communes est la chambre dominante du Parlement, le Sénat n'exerçant que très rarement ses pouvoirs de façon à s'opposer à la volonté de la chambre démocratiquement élue. Le dernier projet de loi défait au Sénat était en 1991, lorsqu'un projet de loi voté par les communes imposant des restrictions sur l'avortement fut rejeté par la chambre haute par une égalité de voix.
Le pouvoir du Sénat est encore plus limité par une clause dans la Loi constitutionnelle de 1867 qui permet au gouverneur général (avec le consentement du Roi) de nommer jusqu'à huit sénateurs additionnels. Cette clause ne fut utilisée qu'une seule fois, en 1990, lorsque le premier ministre Brian Mulroney conseilla la nomination de huit sénateurs de plus afin de s'assurer l'accord de la chambre haute pour la Taxe sur les produits et services.

## Relation avec le gouvernement
Bien qu'elle n'élise pas le premier ministre, la Chambre des communes contrôle indirectement le chef du gouvernement. Par convention, le premier ministre relève (et doit s'assurer la confiance) de la Chambre des communes. Ainsi, lorsque le poste de premier ministre est vacant, le gouverneur général nomme la personne qui peut le mieux s'attirer l'appui de la Chambre — habituellement le chef du parti le plus important dans la chambre basse. (Le chef du deuxième parti en importance devient habituellement le Chef de l'opposition officielle.) De plus, par une convention non-écrite le premier ministre doit être un député aux communes et non pas un sénateur. Les deux seuls premiers ministres à avoir gouverné depuis le Sénat étaient John Abbott (1891-1892) et Mackenzie Bowell (1894-1896).
Le premier ministre peut rester en poste seulement tant qu'il ou elle retient la confiance de la Chambre des Communes. La chambre basse peut indiquer sa non-confiance à l'endroit du gouvernement en rejetant une motion de confiance, ou en votant une motion de défiance. Les projets de loi qui forment une partie de l'agenda gouvernemental sont généralement considérés comme des questions de confiance, ainsi que le budget annuel. Lorsqu'un gouvernement perd la confiance de la Chambre des communes, le premier ministre est obligé soit de démissionner, soit de demander au gouverneur général de dissoudre le parlement, déclenchant ainsi des élections générales. Le gouverneur général peut théoriquement refuser de dissoudre le parlement, obligeant ainsi le premier ministre à démissionner. La dernière fois qu'un gouverneur général a refusé de dissoudre la chambre était en 1926, lors de l'affaire King-Byng.
Sauf s'il est forcé de demander la dissolution après une défaite sur un vote de confiance, le premier ministre a le droit de choisir la date d'une dissolution, et donc la date des élections générales. Le moment choisi reflète des considérations politiques, généralement le moment le plus opportun pour le parti du premier ministre. Toutefois, aucun mandat parlementaire ne peut durer plus de cinq ans ; une dissolution est automatique après l'expiration de cette période. Un parlement ne complète normalement pas un mandat de cinq ans et le premier ministre demande habituellement la dissolution après une période de trois ans à quatre ans et demi.
Quelle que soit la raison — l'expiration du mandat de cinq ans, le choix du premier ministre ou une défaite du gouvernement à la Chambre des communes — une dissolution est suivie d'élections générales. Si après l'élection le parti du premier ministre est majoritaire à la Chambre des communes, le premier ministre peut rester en poste. Par contre, si son parti perd sa majorité, le premier ministre peut démissionner, ou encore tenter de s'accrocher au pouvoir avec l'appui des autres partis. Un premier ministre peut démissionner même s'il ou elle n'est pas défait aux élections (par exemple, par souci de santé) ; dans un tel cas, le poste de premier ministre est dévolu au prochain chef de son parti.
La Chambre des communes examine le gouvernement par l'entremise de la « période des questions », une période quotidienne de quarante-cinq minutes durant laquelle les députés ont la chance de poser des questions au premier ministre et aux autres membres du cabinet. Les questions doivent être liées aux activités gouvernementales officielles du ministre répondant et non à ses activités en tant que chef du parti ou de député. Les députés peuvent également interroger les présidents des comités sur le travail de leurs comités respectifs. Les membres de chaque parti ont droit à un nombre de questions proportionnel à l'importance du caucus du parti en Chambre. En plus des questions orales durant la période des questions, les députés peuvent poser des questions par écrit.
En pratique, la supervision du gouvernement par les communes est très faible. Puisque le mode de scrutin uninominal majoritaire à un tour est utilisé aux élections, le parti au pouvoir tend à jouir d'une large majorité aux communes. S'il est majoritaire, il n'a que rarement besoin de faire des compromis avec l'opposition, mais les gouvernements minoritaires ne sont pas non plus exceptionnels et peuvent être parfaitement fonctionnels. Les partis politiques canadiens modernes sont organisés si étroitement qu'ils laissent relativement peu de place à quelque action indépendante de la part de leurs députés. Dans bien des cas, un député peut être expulsé de son parti pour avoir voté contre les instructions de son chef de parti. Ainsi, un gouvernement majoritaire n'a jamais été défait sur une motion de confiance bien que ce soit théoriquement possible. Le gouvernement minoritaire libéral de Paul Martin fut défait sur un vote de confiance en 2005, mais la fois précédente remonte à 1979 lorsque le gouvernement minoritaire progressiste-conservateur de Joe Clark fut défait après seulement six mois au pouvoir.
Pour éviter une motion de censure, à la demande du Premier ministre la gouverneure générale a accepté en décembre 2008 de proroger les travaux du Parlement jusqu'au 26 janvier 2009, une première dans la vie politique canadienne même si elle est prévue par la Constitution. Aucun chef de gouvernement avant Stephen Harper n'avait jamais réclamé une telle suspension si peu de temps après la tenue d'élections. Cette situation « est sans précédent au Canada, et probablement dans le Commonwealth », note le chercheur en sciences politiques Ned Franks, cité par l'Associated Press[réf. nécessaire].

## Composition actuelle
L'actuelle législature est élue lors de l'élection fédérale canadienne de 2025 qui se déroule le 28 avril 2025. À l'heure actuelle, la composition de la Chambre des communes est la suivante :
| Affiliation | Affiliation                | Députés |
| ----------- | -------------------------- | ------- |
|             | Parti libéral              | 169     |
|             | Parti conservateur         | 144     |
|             | Bloc québécois             | 22      |
|             | Nouveau Parti démocratique | 7       |
|             | Parti vert                 | 1       |
|             | Vacants                    | 0       |
| Total       | Total                      | 343     |